# Pachydissus birmanicus
Pachydissus birmanicus es una especie de escarabajo longicornio del género Pachydissus, tribu Cerambycini, subfamilia Cerambycinae. Fue descrita científicamente por Gardner en 1926.

## Descripción
Mide 35 milímetros de longitud.

## Distribución
Se distribuye por Birmania.